# やない由紀
やない 由紀（やない ゆき、1983年5月18日 - ）は、日本の女性タレント。
三重県鈴鹿市出身。関西大学文学部卒業。兄が1人いる。

## 来歴・人物
大学進学を機に大阪へ転出。大学の近くにあった喫茶店「ランザム」でアルバイトをする傍ら芸能活動を始め、2003年、マリオレーシングチームのレースクイーンとしてデビュー。その後、活動拠点を東京へ移した。
デビューからしばらくの間は花井 ゆき名義で活動していたが、2009年10月30日、JVCエンタテインメントへ移籍し、芸名を「やない由紀」に改めたことを自身のブログで発表した。さらにその後、ハーキュリーズ（現・ハート・レイ）へ移籍した。
趣味はオカリナ、華道。特技はオーバーリアクション、日本舞踊、ダンス (GirlsHipHop) 、バレーボール。
鈴鹿市立千代崎中学校での1年上に大谷みつほが、三重県立津西高等学校の先輩にいとうあこ（いとうのプロフィールでは「同級生」になっているが、正確には1学年違い）、関西大学の同じゼミにジャルジャルの福徳秀介がいた。
2015年12月1日にIT企業経営の男性と結婚したことを同年12月3日付のブログで報告した。2018年3月に第1子（長男）を出産。

### 所属事務所遍歴
ワンエイトプロモーション〜ファンタスタープロモーション〜ワタナベエンターテインメント〜JVCエンタテインメント〜ハーキュリーズ

## 出演

### テレビ
- 僕の彼女にプレゼンします!（2005年、読売テレビ） - レギュラー・高宮里美役
- ねっとわーくPLUS（2005年、ベイ・コミュニケーションズ） - レギュラーリポーター
- ビジネスカンサイ（2006年、関西テレビ） - レギュラーリポーター
- ええやん!（2006年、J:COM ウエスト） - レギュラーリポーター
- 朝トレ on PodTV（2006年、PodTV） - レギュラーリポーター
- Windows Live メッセンジャー ゴールデンメッセ劇場（2007年） - ショートムービー主演・コニー未来役
- 速報!今日の高校野球（2007年、千葉テレビ） - レギュラーリポーター
- 朝まるJUST （2007年、千葉テレビ）
- 第45回新春かくし芸大会（2008年1月1日、フジテレビ）
- ウィークリー千葉県（2008年、千葉テレビ） - リポーター
- ケアンズ発 ワイルド&ハッピーな旅（2008年3月29日、テレビ新広島）
- 2時っチャオ!（2008年、TBS） - リポーター
- 夜明けのマルシェ（2008年、日本テレビ）
- 大人のソナタ（2009年7月19日、テレビ朝日）
- 経済ドキュメンタリードラマ ルビコンの決断（2009年12月17日、テレビ東京）
- news every. 特集コーナー（2010年～日本テレビ） - グルメリポーター
- 人気もん!（2011年 - 2012年、テレビ新広島） - 2011年4月10日放送分から出演

### テレビドラマ
- 土曜ワイド劇場 炎の警備隊長・五十嵐杜夫6（2007年10月20日、朝日放送）
- 仮面ライダーキバ（2008年6月22日、テレビ朝日） - あゆみ役
- ヤマトナデシコ七変化（2010年、TBS）
- 美男ですね 第6話（2011年8月19日、TBS） - 店員役
- サキ（2013年、関西テレビ） - 依里役
- 土曜ワイド劇場 再捜査刑事・片岡悠介7（2015年1月31日、テレビ朝日）

### ラジオ番組
- パチラジ！（2004年、ラジオ大阪） - レギュラーリポーター
- 金曜ジャルジャルアワー（2009年、KBS京都ラジオ）[3]

### CM
- クロネコヤマト（2005年）
- オートバックス（2005年）
- ディースター（2006年）
- ラビット（2009年、カークエスト）
- 噛むブレスケア（2009年、小林製薬）
- イオン化粧品（2011年）
- ボーコレン（2011年、小林製薬）
- 命の母ホワイト（2012年、小林製薬）
- ハレナース（2012年、小林製薬）

### 映画
- 僕らの方程式（2008年）
- アウターマン（2015年）

### 舞台
- イタズラなKiss〜恋の味方の学園伝説〜（2008年）

### イベント
- 笑王 2005・2006 （サブ司会）

### 新聞・雑誌
- GRAPHY（KKベストセラーズ）
- KANSAI1週間（講談社）
- GooWORLD（プロトコーポレーション）
- OPPi（京阪神エルマガジン社）
- 日刊スポーツ
- スポーツニッポン

## その他の活動

### レースクイーン
- マリオレーシングチームレースクイーン（2003年）
- マニマニ (AUTO STAFF) レースクイーン（2004年）
- マッハ号GTレースクイーン（2005年）

### イメージキャラクター
- でんでんタウン（2006年）
- 大阪府遊技業協同組合（2006年）

## 作品

### DVD
- 花井ゆき（2005年5月、アイ・シー・エフ）